# سلوينية ثنائية الفلقات
سلوينيا ثنائية الفلقات (الاسم العلمي:Salvinia biloba) هي نوع من النباتات يتبع جنس السلوينيا من الفصيلة السلوينية.